# Трибеч
Три́беч — гірський масив у Словаччині, частина Західних Карпат.
Масив простягається із північного сходу на південний захід, між долиною річки Нітра на заході та річкою Житава на сході. На півночі переходить у масив Втачник. Найвища точка, гора Вельки Трибеч — 829 м.
Серед протікаючих річок —
- Врацовський потік[2]
- Дрндава[3]
- Гунтак[4]
- Колачнянський потік[5]